# Canton d'Audenge
Le canton d'Audenge est une ancienne division administrative française située dans le département de la Gironde et la région Aquitaine.

## Géographie
Ce canton était organisé autour d'Audenge dans l'arrondissement d'Arcachon. Son altitude variait de 0 m (Arès) à 65 m (Mios) pour une altitude moyenne de 8 m.

## Composition
Le canton d'Audenge regroupait huit communes et comptait 57 857 habitants (population municipale) au 1er janvier 2010.
| Nom                | Code Insee | Intercommunalité             | Superficie (km2) | Population (dernière pop. légale) | Densité (hab./km2) |
| ------------------ | ---------- | ---------------------------- | ---------------- | --------------------------------- | ------------------ |
| Andernos-les-Bains | 33005      | CA du Bassin d'Arcachon Nord | 20,01            | 11 712 (2014)                     | 585                |
| Audenge            | 33019      | CA du Bassin d'Arcachon Nord | 82,09            | 7 177 (2014)                      | 87                 |
| Biganos            | 33051      | CA du Bassin d'Arcachon Nord | 52,73            | 10 017 (2014)                     | 190                |
| Arès               | 33011      | CA du Bassin d'Arcachon Nord | 48,25            | 5 966 (2014)                      | 124                |
| Lanton             | 33229      | CA du Bassin d'Arcachon Nord | 136,19           | 6 753 (2014)                      | 50                 |
| Lège-Cap-Ferret    | 33236      | CA du Bassin d'Arcachon Nord | 93,62            | 8 087 (2014)                      | 86                 |
| Marcheprime        | 33555      | CA du Bassin d'Arcachon Nord | 24,56            | 4 562 (2014)                      | 186                |
| Mios               | 33284      | CA du Bassin d'Arcachon Nord | 137,41           | 8 659 (2014)                      | 63                 |

## Démographie
| 1962   | 1968   | 1975   | 1982   | 1990   | 1999   | 2006   | 2011   | 2012   |
| ------ | ------ | ------ | ------ | ------ | ------ | ------ | ------ | ------ |
| 19 974 | 23 067 | 24 408 | 28 166 | 35 480 | 44 207 | 52 856 | 59 175 | 60 413 |

## Histoire
De 1833 à 1848, les cantons d'Audenge, de Belin et de La Teste avaient le même conseiller général. Le nombre de conseillers généraux était limité à 30 par département.

## Administration

### Conseillers généraux de 1833 à 2015
| Période | Période          | Identité                          | Étiquette               | Qualité |
| ------- | ---------------- | --------------------------------- | ----------------------- | --- |
| 1833    | 1834 (démission) | Antoine de Sauvage                | Royaliste               | Inspecteur général de la navigation et des ports Maire d'Andernos (1826-1834) Nommé receveur-général               |
| 1834    | 1848             | Pierre-Jean Baleste-Marichon,     |                         | Notaire, maire de Mios (1827-1841), conseiller d'arrondissement                                                    |
| 1848    | 1851             | Jérôme Dumora fils aîné           |                         | Maître de forges à Biganos, juge de paix                                                                           |
| 1851    | 1859             | Léopold Javal                     | Centre gauche           | Banquier à Paris Propriétaire à Andernos-les-Bains Député de l'Yonne (1857-1870 et 1871-1872)                      |
| 1859    | 1870             | Alphonse de Lamarque de Plaisance |                         | Maire de Cocumont puis de La Teste-de-Buch Créateur et premier maire d'Arcachon (1857)                             |
| 1870    | 1871             | Emile Douillard                   |                         | Propriétaire à Saint-Sulpice-et-Cameyrac                                                                           |
| 1871    | 1902 (décès)     | Jacques Duvigneau                 | Républicain Indépendant | Propriétaire, maire d'Audenge Président du Conseil général de Gironde (1893-1901) Député de la Gironde (1892-1898) |
| 1902    | 1925             | Louis Théodore David              | RG                      | Propriétaire à Bordeaux Maire d'Andernos-les-Bains (1920-1929)                                                     |
| 1925    | 1931             | Edgard Daron                      | Rad.                    | Pharmacien - Maire de Mios (1919-1925)                                                                             |
| 1931    | 1940             | Daniel Digneaux (1884-1964)       | SFIO                    | Viticulteur à Audenge, sylviculteur, conseiller d'arrondissement                                                   |
|         |                  |                                   |                         | |
| 1945    | 1964 (décès)     | Daniel Digneaux                   | SFIO                    | Viticulteur à Audenge                                                                                              |
| 1964    | 1973             | Georges Dartiguelongue            | SFIO puis PS            | Maire d'Arès (1944-1974)                                                                                           |
| 1973    | 1998             | Robert Cazalet                    | UDF                     | Entrepreneur de travaux publics Député de 1986 à 1997 Maire de Lège-Cap-Ferret (1971-1995)                         |
| 1998    | 2004             | Frédéric Cazentre                 | UDF                     | Responsable d'agence bancaire Maire de Lanton (1989-2001)                                                          |
| 2004    | 2015             | Christian Gaubert                 | PS                      | Maire de Lanton (2001-2014) Vice-président du Conseil général                                                      |

### Conseillers d'arrondissement (de 1833 à 1940)
| Période                                  | Période | Identité                     | Étiquette                         | Qualité |
| ---------------------------------------- | ------- | ---------------------------- | --------------------------------- | --- |
| 1833                                     | 1834    | Pierre-Jean Baleste-Marichon |                                   | Notaire, maire de Mios Élu également conseiller d'arrondissement dans le canton de La Teste et conseiller général dans le canton de Belin-Béliet |
|                                          |         |                              |                                   | |
| 1874                                     | 1880    | M. Ader                      |                                   | Propriétaire à Lanton |
| 1880                                     | 1919    | Bertrand Peynaud             | Républicain                       | Docteur-médecin, maire de Mios |
| 1919                                     |         | René Caillier                | Alliance démocratique et radicale | Avocat de la Régie des tabacs puis bâtonnier des avocats de Bordeaux, maire de Mios, Sénateur (1932-1941)                                        |
|                                          |         |                              |                                   | |
| 1924                                     | 1931    | Daniel Digneaux (1884-1964)  | SFIO                              | Propriétaire-viticulteur (château Roque-Grave) à Audenge, sylviculteur et éleveur                                                                |
| 1931                                     | 1940    | M. Daubin                    | Républicain                       | |
| 1940                                     |         |                              |                                   | Les conseils d'arrondissement ont été suspendus par la loi du 12 octobre 1940 et n'ont jamais été réactivés                                      |
| Les données manquantes sont à compléter. |         |                              |                                   | |

Le canton d'Audenge a disparu en mars 2015 et a été remplacé en grande partie par le canton d'Andernos-les-Bains, les communes de Marcheprime et Mios étant rattachées au canton de Gujan-Mestras. Les conseillers généraux ont également disparu, remplacé par les conseillers départementaux.